# Robert Stevenson (Regisseur)
Robert Stevenson (* 31. März 1905 in Buxton, Derbyshire, England; † 30. April 1986 in Santa Barbara, Kalifornien) war ein britisch-US-amerikanischer Filmregisseur, Drehbuchautor und Filmproduzent. Seine größten Erfolge hatte er in den 1960er Jahren als Regisseur einer Reihe von Walt-Disney-Spielfilmen, von denen Mary Poppins (1964) der bekannteste ist. Durch diese Filme wurde er zum kommerziell erfolgreichsten Regisseur seiner Zeit.

## Leben
Als jüngstes von zwölf Kindern eines Geschäftsmannes in Buxton geboren, studierte Robert Stevenson am St John’s College der Universität Cambridge unter anderem Psychologie. Er war in dieser Zeit auch Mitglied des privaten Debattierclubs The Cambridge Union Society, dem er 1928 auch als Präsident vorstand. In der Abschlussphase seines Studiums inspirierte ihn ein Forschungsprojekt, in das Kinobesucher einbezogen waren, dazu, eine Karriere in der Filmindustrie anzustreben.
Nachdem er damit 1928 begonnen und neben seiner Tätigkeit als Journalist einige Jahre als Drehbuchautor und als Co-Regisseur Erfahrung gesammelt hatte, erhielt er 1936 erstmals die Chance, bei Tudor Rose, einem Historienfilm über das Leben von Lady Jane Grey, selbständig Regie zu führen. Es war auch seine erste Zusammenarbeit mit dem Schauspieler Sir Cedric Hardwicke, mit dem er noch mehrere Filme drehte. Bereits im Jahr darauf verkörperte Hardwicke den Allan Quatermain in Stevensons King Solomon’s Mines. Stevenson gelang damit einer der besten britischen Abenteuerfilme der 1930er Jahre. Daneben drehte er aber auch Thriller, Komödien sowie Liebesfilme und war in dieser Zeit nach Alfred Hitchcock und Victor Saville der wichtigste Filmemacher bei der Filmfirma Gaumont-British. So gilt Der Mann, der sein Gehirn austauschte (1936) als der beste der drei Horrorfilme, die Boris Karloff in den 1930er Jahren in Großbritannien drehte.
Wenn auch viele von Stevensons Filmen inzwischen längst vergessen sind, hatte er seinerzeit einen so guten Ruf, dass ihn 1939 David O. Selznick zeitgleich mit Alfred Hitchcock unter Vertrag nahm und in die USA holte. Im Gegensatz zu Hitchcock machte Stevenson jedoch während der gesamten zehnjährigen Laufzeit seines Vertrages nie einen Film für Selznick, sondern wurde immer nur an andere Studios ausgeliehen. So drehte er 1940 Tom Brown’s School Days, wiederum mit Hardwicke, der zwischenzeitlich ebenfalls in die Staaten übergesiedelt war. Auch an Auf ewig und drei Tage (1943) wirkten beide mit. Eine klassisch gewordene Charlotte-Brontë-Verfilmung gelang Stevenson mit Die Waise von Lowood (1943), trotz der sehr unterschiedlichen schauspielerischen Stile der Hauptdarsteller Joan Fontaine und Orson Welles.
Gegen Ende des Zweiten Weltkriegs rekrutierte ihn Frank Capra als Co-Produzenten für eine Reihe von Dokumentarfilmen für das US-Kriegsministerium, etwa einen Film über die Befreiung Roms. Nach dem Krieg wurden die Filmstoffe, mit denen sich Stevenson beschäftigte, zunehmend gehaltloser. Anfang der 1950er-Jahre geriet seine Karriere als Filmregisseur deutlich in eine Sackgasse und er sah sich gezwungen, für das Fernsehen zu arbeiten. In dieser Zeit führte er wie am Fließband bei rund 100 Fernsehproduktionen Regie und schrieb Drehbücher für Serien wie Rauchende Colts oder Alfred Hitchcock präsentiert.
Ein Wendepunkt war die Begegnung mit Walt Disney, der ihm 1957 anbot, bei Johnny Tremain, einem Historienfilm über die Amerikanische Revolution, Regie zu führen. Nach diesem, einigen Episoden der Fernsehserie Zorro und dem sehr erfolgreichen Sein Freund Jello (1957) drehte Stevenson dann seinen ersten großen Fantasy-Film für Disney: Das Geheimnis der verwunschenen Höhle (1959). Der technisch ungeheuer komplizierte Streifen kam jedoch beim Publikum nicht so gut an, wie man es erwartet hatte. Als Robert Stevenson Entführt – Die Abenteuer des David Balfour (1960) drehte, suggerierte die Werbung eine verwandtschaftliche Nähe zum Vorlagenautor Robert Louis Stevenson, die der Regisseur jedoch verneinte.
Als enormer finanzieller Erfolg erwies sich Der fliegende Pauker (1961). Die liebenswerte Science-fiction-/Fantasy-Komödie mit Fred MacMurray in der Titelrolle als zerstreutem Flummi-Erfinder war neben Die Kanonen von Navarone (1961) der erfolgreichste Film des Jahres 1961 auf dem nordamerikanischen Markt. Prompt folgte mit Der Pauker kann’s nicht lassen (1963) eine Fortsetzung. Stevensons größter Filmerfolg aber wurde der Musicalfilm Mary Poppins (1964) nach der Vorlage von P. L. Travers. Mit rund 40 Millionen US-Dollar Einspielergebnis war er der erfolgreichste Film des Jahres 1965 auf dem nordamerikanischen Markt und brachte Stevenson seine einzige Oscar-Nominierung für die beste Regie ein. Zu diesem Zeitpunkt war er auf dem Höhepunkt seiner Karriere angelangt und der wichtigste Realfilm-Regisseur der Disney-Studios. Nochmals ganz vorne in den Kinocharts platzierte sich Stevenson mit dem VW Käfer Herbie: Ein toller Käfer (1968) war der erfolgreichste Film des Jahres 1969 auf dem nordamerikanischen Markt.
Seine letzte Regiearbeit war Zotti, das Urviech (1976). Danach ging er in den Ruhestand. 1977 – kurz vor Anbruch der Ära von George Lucas und Steven Spielberg – nannte ihn das Branchenfachblatt Variety „den kommerziell erfolgreichsten Regisseur in der Geschichte des Films“ („the most commercially-successful director in the history of films“), und als das American Film Magazine 1978 eine Liste der All-Time-Kassenhits veröffentlichte, fanden sich darauf auch 19 Filme Stevensons.
Trotz seiner Erfolge wurde Stevenson zumeist weder vom Publikum noch von der Fachkritik sonderlich wahrgenommen; auch die meisten Filmbücher verzeichnen ihn nicht. Dies mag mit der Dominanz des Namens Walt Disney zusammenhängen, hinter dem die mit und für ihn arbeitenden Künstler oftmals bis zur Unbekanntheit verschwanden. Tatsächlich hatte Disney auch erheblichen Einfluss auf seine Filme. Stevenson selbst wies oft darauf hin, dass Filmemachen Teamarbeit sei. Seine Angewohnheit, Szenen häufig mehrfach und aus verschiedenen Kamerapositionen zu wiederholen und dann die gelungenste Aufnahme auszuwählen, wurde ihm hingegen nicht selten als mangelnde Inspiration ausgelegt. Dennoch war er ein Spezialist für den Fantasy-Film, den er wie nur wenige zu handhaben verstand. Ob nun Leprechauns, fliegende Kindermädchen, Flummi oder ein VW-Käfer mit Seele – die glaubhaften Fantasy-Elemente in seinen Filmen waren Inspiration für zahlreiche andere Regisseure, darunter Stanley Kubrick – er soll sich Mary Poppins zur Vorbereitung auf 2001: Odyssee im Weltraum drei Mal angeschaut haben –, Steven Spielberg und Peter Jackson.
Robert Stevenson war von 1933 bis zur Scheidung 1944 mit der Schauspielerin Anna Lee verheiratet. Danach heiratete er noch weitere zwei Male. Er ist der Vater der Schauspielerin Venetia Stevenson. Stevenson starb am 30. April 1986 (nach anderen Quellen auch am 4. September oder 4. November) in Santa Barbara und wurde auf dem  St. Andrew and St. Mary Churchyard in Grantchester südlich von Cambridge in England beigesetzt. 

## Filmografie (Auswahl)
- 1930: Greek Street – Drehbuchbeteiligung
- 1931: The Calendar – Drehbuchbeteiligung
- 1931: Michael and Mary – Drehbuchbeteiligung
- 1931: Sunshine Susie – Drehbuchbeteiligung
- 1932: Der Würger kommt um Mitternacht (The Ringer) – Drehbuchbeteiligung
- 1932: Lord Babs – Drehbuchbeteiligung
- 1932: Love on Wheels – Drehbuchbeteiligung
- 1932: Happy Ever After – Co-Regie
- 1933: The Only Girl – Drehbuchbeteiligung
- 1933: Early to Bed – Drehbuchbeteiligung
- 1933: Falling for You – Co-Regie
- 1934: Little Friend – Co-Produktion
- 1934: The Battle – Drehbuchbeteiligung
- 1936: Tudor Rose – Regie, Drehbuchbeteiligung
- 1936: Der Mann, der sein Gehirn austauschte (The Man Who Changed His Mind) – Regie
- 1936: Jack of All Trades – Regie
- 1937: King Solomon’s Mines – Regie
- 1937: Non-Stop New York – Regie
- 1937: Paradise for Two – Drehbuchbeteiligung
- 1938: The Ware Case – Regie, Drehbuchbeteiligung
- 1940: Return to Yesterday – Regie, Drehbuchbeteiligung
- 1940: Young Man’s Fancy – Regie, Geschichte
- 1940: Tom Brown’s School Days – Regie
- 1941: Seitenstraße (Back Street) – Regie
- 1942: Joan of Paris – Regie
- 1943: Auf ewig und drei Tage (Forever and a Day) – Co-Produktion, Co-Regie
- 1943: Die Waise von Lowood (Jane Eyre) – Drehbuchbeteiligung, Regie
- 1946: Opium (American Creed) – Regie
- 1947: Frau ohne Moral? (Dishonored Lady) – Regie
- 1948: Opium (To the Ends of the Earth) – Regie
- 1949: The Woman on Pier 13 – Regie
- 1950: Glücksspiel des Lebens (Walk Softly, Stranger) – Regie
- 1951: My Forbidden Past – Regie
- 1952: Die Spielhölle von Las Vegas (The Las Vegas Story) – Regie
- 1955: Rauchende Colts (Gunsmoke) (Fernsehserie) – Regie, 6 Folgen
- 1955–1956: Alfred Hitchcock präsentiert (Alfred Hitchcock Presents) – Regie, 7 Folgen
- 1957: Johnny Tremain – Regie
- 1957: Zorro (Fernsehserie) – Regie, 3 Folgen
- 1957: Sein Freund Jello (Old Yeller) – Regie
- 1959: Das Geheimnis der verwunschenen Höhle (Darby O’Gill and the Little People) – Regie
- 1960: Entführt – Die Abenteuer des David Balfour (Kidnapped) – Regie, Drehbuch
- 1961: Der fliegende Pauker (The Absent Minded Professor) – Regie
- 1962: Die Abenteuer des Kapitän Grant (In Search of the Castaways) – Regie
- 1963: Der Pauker kann’s nicht lassen (Son of Flubber) – Regie
- 1964: Die übersinnlichen Abenteuer des Merlin Jones (The Misadventures of Merlin Jones) – Regie
- 1964: Mary Poppins (Mary Poppins) – Regie
- 1964: Merlin Jones – Der Mann, der zuviel wuße (The Misadventures of Merlin Jones) – Regie
- 1965: Eine Uni voller Affen (The Monkey’s Uncle) – Regie
- 1965: Alles für die Katz (That Darn Cat!) – Regie
- 1967: Die abenteuerliche Reise ins Zwergenland (The Gnome-Mobile) – Regie
- 1968: Käpt’n Blackbeards Spuk-Kaschemme (Blackbeard's Ghost) – Regie
- 1968: Ein toller Käfer (The Love Bug) – Regie
- 1969: Ein dicker Hund (My Dog, the Thief) (Fernsehfilm) – Regie
- 1971: Die tollkühne Hexe in ihrem fliegenden Bett (Bedknobs and Broomsticks) – Regie
- 1974: Insel am Ende der Welt (The Island at the Top of the World) – Regie
- 1974: Herbie groß in Fahrt (Herbie Rides Again) – Regie
- 1975: Wer hat unseren Dinosaurier geklaut? (One of Our Dinosaurs Is Missing) – Regie & Cameo-Auftritt
- 1976: Zotti, das Urviech (The Shaggy D.A.) – Regie

## Auszeichnungen
- 1965: Oscar-Nominierung in der Kategorie Beste Regie für Mary Poppins
- 2002: Ernennung zur Disney-Legende